# Henri Ernest Baillon

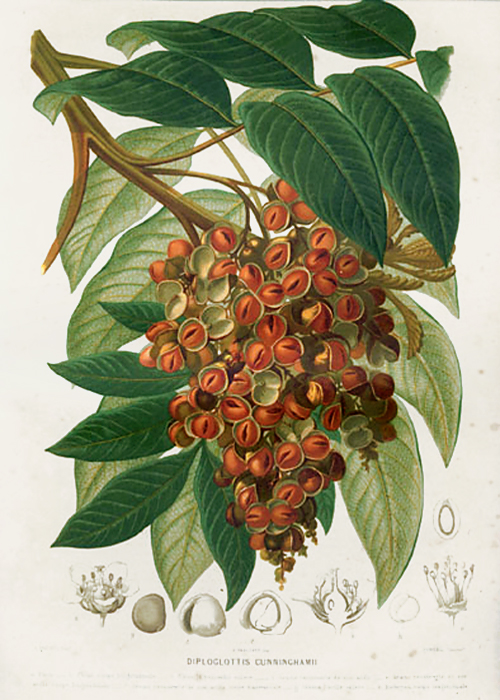
Diploglottis cunninghamii, imagen de la obra de Baillon Dictionnaire de botanique

Henri Ernest Baillon ( 30 de noviembre de 1827, Calais - 18 de julio de 1895, París) fue un botánico francés.

## Biografía
Fue director del Jardín Botánico de París. En 1867 fue nombrado miembro de la Legión de honor; hasta 1894 fue socio de la Royal Society. Redactó el capítulo Dichapetalae de la Flora Brasiliensis de Carl Friedrich Philipp von Martius en el volumen 12 Nro. 1 de 1886, y para Prodromus systematis naturalis regni vegetabilis de Augustin Pyrame de Candolle trabajó Phytocreneae en el volumen 17 de 1873.

## Honores
El género Baillonia fue nombrado en su honor.
- La abreviatura «Baill. o Baillon» se emplea para indicar a Henri Ernest Baillon como autoridad en la descripción y clasificación científica de los vegetales.[1]

## Obras
- Adansonia, recueil périodique d’observations botaniques. París 1866−1870 (10 tomos)
- Dictionnaire de botanique. París 1876−1892 (4 tomos)
- Étude générale du groupe des Euphorbiacées. 1858
- Histoire des plantes. 1866−1895 (13 tomos)
- Histoire naturelle des plantes de Madagascar. (3 tomos)
- Iconographie de la flore française. 1885−1894
- Recherches organogéniques sur la fleur femelle des Conifères. 1860
- Recherches sur l’organisation, le développement et l’anatomie des Caprifoliacées. 1864
- Traité de botanique médicale cryptogamique. 1889
- Traité de botanique médicale phanérogamique. 1883−1884